# Grand Prix Jef Scherens 1971
La 8e édition du Grand Prix Jef Scherens a eu lieu le 19 septembre 1971. Elle a été remportée par le Belge Frans Verbeeck.

## Classement final
Frans Verbeeck remporte la course en parcourant les 230 km en 5 h 20 min 0 s à la vitesse moyenne de 43,125 km/h.
| Classement final | Classement final       | Classement final | Classement final         | Classement final  |
|                  | Coureur                | Pays             | Équipe                   | Temps             |
| ---------------- | ---------------------- | ---------------- | ------------------------ | ----------------- |
| 1er              | Frans Verbeeck         | Belgique         | Watney-Avia              | en 5 h 20 min 0 s |
| 2e               | Georges Pintens        | Belgique         | Hertekamp-Magniflex-Novy |                   |
| 3e               | Edward Janssens        | Belgique         | Mars-Flandria            | + 1 min 10 s      |
| 4e               | Hubert Hutsebaut       | Belgique         | Goldor                   |                   |
| 5e               | Willy De Geest         | Belgique         | Hertekamp-Magniflex-Novy |                   |
| 7e               | Maurice Eyers          | Belgique         | Watney-Avia              |                   |
| 8e               | Georges Claes junior   | Belgique         | Watney-Avia              |                   |
| 9e               | Herman Beysens         | Belgique         | Hertekamp-Magniflex-Novy |                   |
| 10e              | Gustaaf Van Roosbroeck | Belgique         | Watney-Avia              |                   |
| modifier         |                        |                  |                          |                   |